# Erhard Gustav von Wedel
Graf Erhard Gustav von Wedel (auch: Wedel-Jarlsberg, * 22. März 1756 auf Evenburg bei Leer; † 8. Februar 1813 in Dresden) war königlich preußischer, dann holländischer Generalmajor und zuletzt kaiserlich französischer Général de brigade sowie Brigadekommandant der Grande Armee, Kommandant der Festung Thorn und Gouverneur in Łomża.

## Herkunft
Seine Eltern waren Graf Anton Franz von Wedel (* 26. Oktober 1707; † 21. Mai 1788) aus der Familie von Wedel und dessen Ehefrau Marie Julia Sophie Charlotte geb. von Wedel (* 2. Dezember 1731; † 4. August 1796). Sein Vater war preußischer Kammerherr, geheimer Kriegsrat sowie Erbherr auf Gödens. Sein Bruder Georg Clemens August von Wedel (1754–1825) war von 1779 bis 1788 Präsident der Ostfriesischen Landschaft.

## Leben
Er immatrikulierte sich am 4. April 1776 als Student an der Universität Halle. Aber am 11. Mai 1786 ging er in preußische Dienste, wo er als Premier-Lieutenant in das Freiregiment Müller von Andolfingen kam und bereits am 8. Oktober 1786 zum Stabshauptmann befördert wurde. Mit Auflösung der Freiregimenter kam er am 1. Juni 1787 in das Füsilier-Bataillon Nr. 18. Dort wurde er am 26. September 1787 Hauptmann und Kompaniechef. Im Ersten Koalitionskrieg kämpfte er bei der Kanonade bei Valmy, der Belagerung von Landau, der Schlacht bei Kaiserslautern sowie den Gefechten von Bingen, Rainberg, Wachenheim, Edenlaben und Deidesheim. Dabei wurde er in Rainberg verwundet. In der Zeit wurde er am 19. Februar 1793 zum Major befördert und am 14. März 1793 in das Füsilier-Bataillon Nr. 2 versetzt. Für Diedesheim erhielt er am 7. Juni 1794 zudem den Pour le Mérite.
Nach dem Krieg wurde er am 12. September 1797 zum Chef des Füsilier-Bataillons ernannt. Am 2. Juni 1802 wurde er Oberstleutnant und ging aber am 25. Juni 1802 zunächst drei Monate nach Dänemark in Urlaub, dennoch wurde er am 2. Juni 1804 Oberst. Im Vierten Koalitionskrieg kämpfte er bei Auerstedt und machte den Rückzug bis Lübeck mit, wo er bei der Kapitulation in Gefangenschaft geriet, aber auf Ehrenwort entlassen wurde. Am 28. Dezember 1807 erhielt er seine Demission, erhielt aber am 31. Oktober 1808 noch den Charakter eines Generalmajors.
Danach wechselte in die Dienste des Königs von Holland Louis, wo er am 6. November 1809 als  Generalmajor  générale en non-activité wurde. Seinen Wohnsitz nahm er in der Zeit in Utrecht. Als das Königreich Holland am 9. Juli 1810 dem Kaiserreich Frankreich einverleibt wurde, wurde er als französischer Général de brigade übernommen. 1811 wurde er von Napoleon als Gouverneur in die Festung Zara in Dalmatien versetzt und gleich darauf als Brigadekommandant nach Turin unter dem Oberbefehl des Vizekönigs von Italien Eugène de Beauharnais. Während des Feldzuges von 1812 in Russland führte er eine Brigade und war später Kommandant der Festung Thorn und Gouverneur in Łomża. Er hatte sich aber im Feldzug überanstrengt und starb auf dem Rückzug am 8. Februar 1813 in Dresden.

## Familie
Er heiratete am 20. Mai 1789 in Magdeburg Johanna Christine Wilhelmine von Goetz (* 25. August 1772; † 2. September 1840), eine Tochter des Obersten Johann Friedrich von Goetz und der Katharina Wilhelmine Luise von Stilcke. Das Paar hatte folgende Kinder:
- Carl Anton Wilhelm (* 6. Juni 1790; † 18. November 1853), Mitglied des hannoverschen Staatsrates, 9. Chevaulegers-Regiment

⚭ 1827 Freiin Caroline von dem Bussche-Hünnefeld (* 10. Mai 1805; † 30. Juni 1828)
⚭ 1830 Freiin Wilhelmine von dem Bussche-Hünnefeld (* 10. Mai 1805; † 21. Juni 1892), Zwillingsschwester
- Friedrich Wilhelm Ferdinand (* 7. Juni 1793)
- Charlotte Luise Wilhelmine (* 25. September 1796; † 2. Mai 1822)[4] ⚭ Carl Rudolph Friso von Rehden (* 1788; † 1. November 1822)[5]